# 中國保險集團

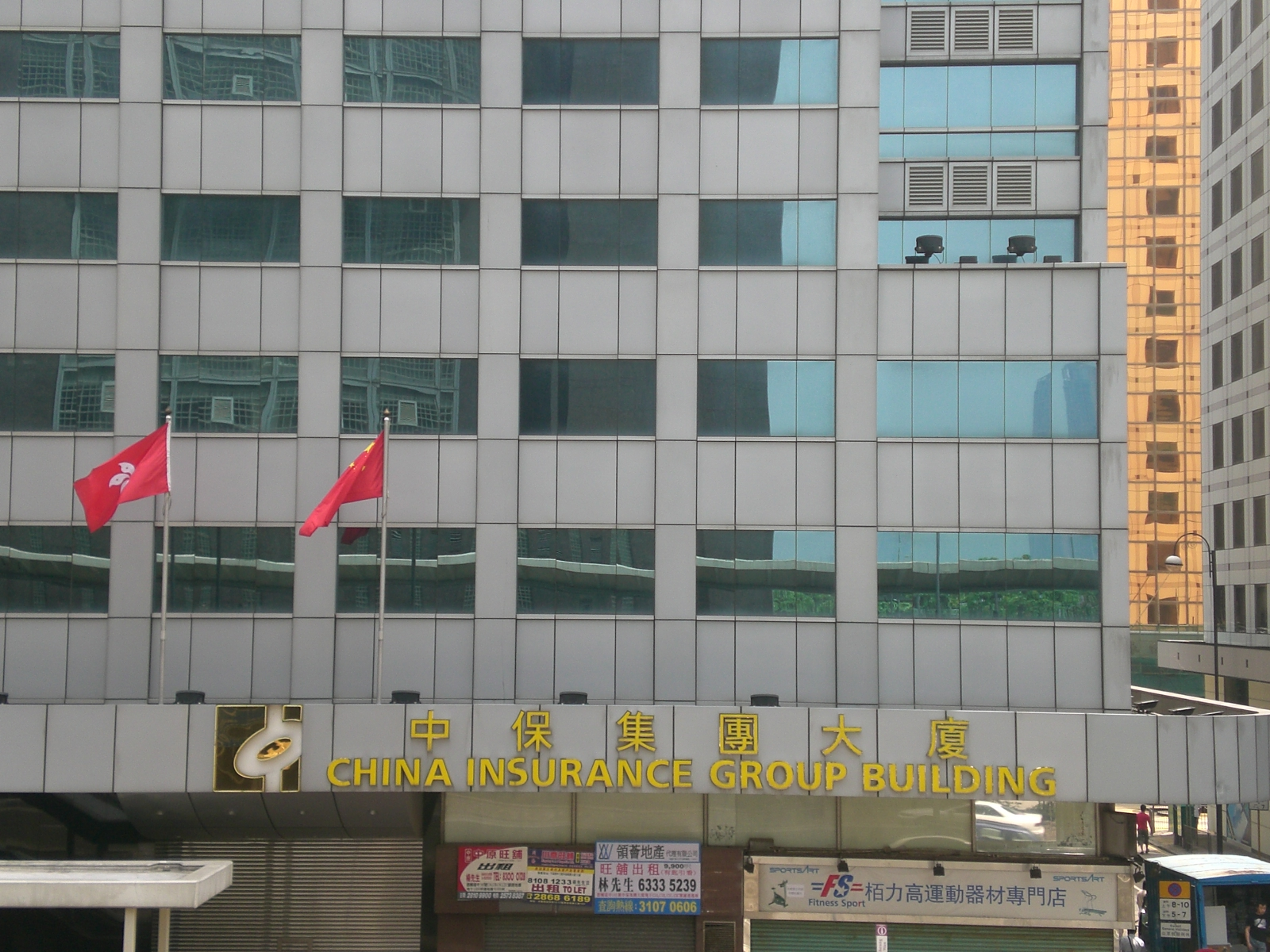
中國保險集團的名字及標誌

中國保險集團（China Insurance Group），全名香港中國保險（集團）有限公司，簡稱 中保集團，1992年成立，是港澳地區的控股公司。中保集團之母公司於1931年在上海成立。
中國保險集團的總部地址：
- 香港：銅鑼灣新寧道8號中國太平大廈22樓。
- 北京：西城區宣武門西大街28號大成廣場一門。
- 澳門：新口岸宋玉生廣場中航大廈。

## 外部連結
- chinainsurance.com